# 各務原市勤労者総合グラウンド
各務原市勤労者総合グラウンド（かかみがはらしきんろうしゃそうごうグラウンド）は、岐阜県各務原市にある運動場である。
各務原市民球場に隣接する。

## 施設概要
- グラウンド
  - 広さは15,421㎡。夜間照明あり。
  - サッカー用ゴール、ラグビー用ゴールあり。
  - バックネットが設置されており、軟式野球、ソフトボールでの利用も可能。

## 営業日・営業時間
- 営業日：年末年始（12月29日 - 1月3日）を除く毎日
- 営業時間： 7:00 - 22:00
  - 3・4・5・9月は18：00以降、6・7・8月は19：00以降、1・2・11・12月は17：00以降は夜間照明（別料金）での利用となる。

## 所在地
- 各務原市須衛町2丁目600

## 交通アクセス
- 岐阜県道17号江南関線「テクノプラザ口交差点。駐車場150台（各務原市民球場と共通）
- 各務原市ふれあいバス蘇原線「稲羽市民球場前」バス停下車。
- 岐阜バス倉知線「下須衛」バス停下車。